# Piton Argamasse
Pour les articles homonymes, voir Piton (homonymie) et Argamasse.
Le piton Argamasse est un sommet de montagne de l'île de La Réunion, département d'outre-mer français dans le sud-ouest de l'océan Indien. Cet ancien cône volcanique culmine à 2 095 mètres d'altitude dans les confins de la commune du Tampon, au cœur du parc national de La Réunion. Il accueille dans un cratère l'un des rares lacs de cratère de l'île, d'une superficie de 0,8 hectare environ.

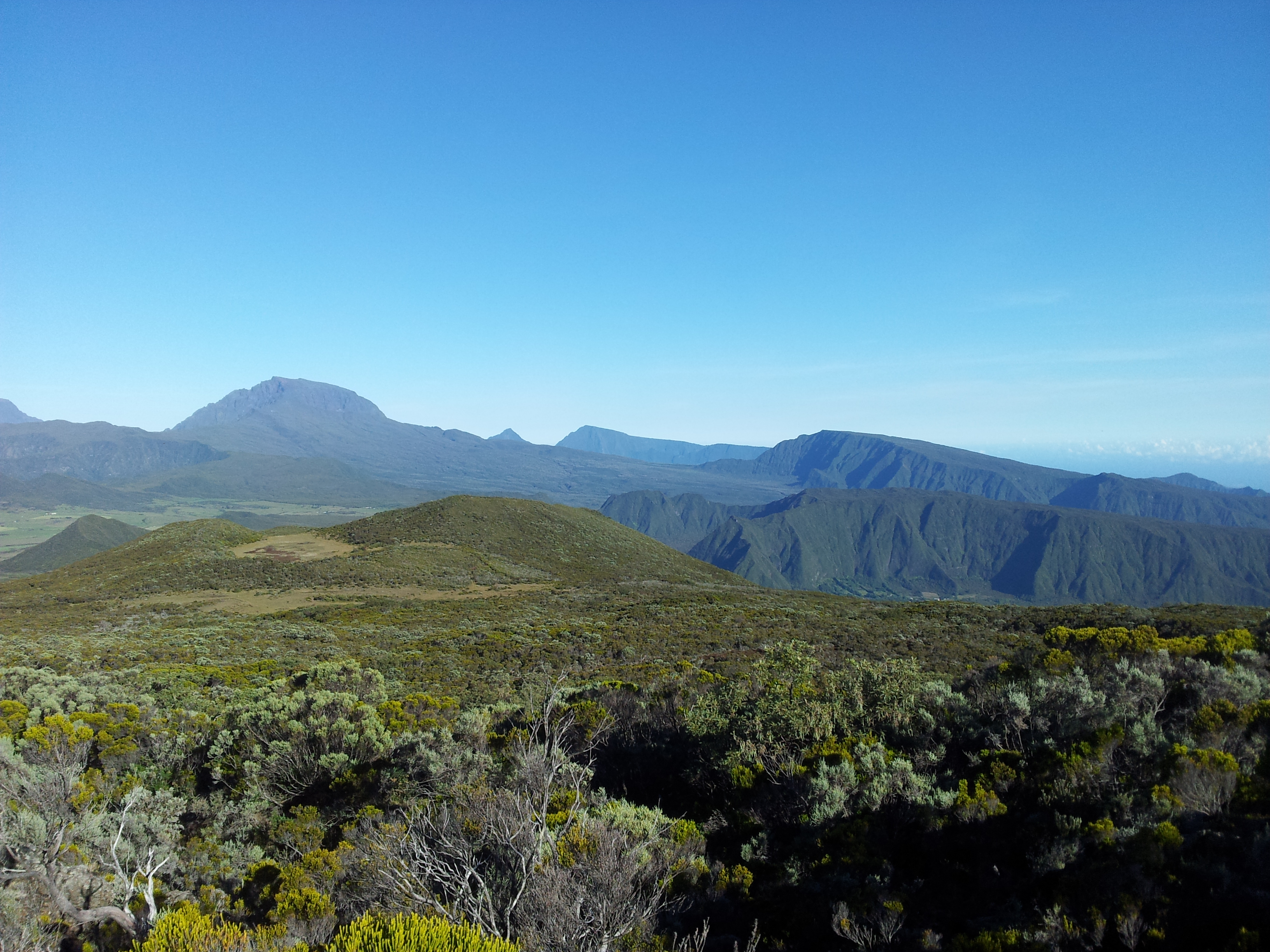
Le piton Argamasse au second plan à gauche vu depuis le piton Textor.